# Santa Coloma de Farners
Santa Coloma de Farners település Spanyolországban, Girona tartományban. Santa Coloma de Farners Osor, Brunyola, Vilobí d’Onyar, Sils, Riudarenes, Sant Feliu de Buixalleu, Arbúcies és Sant Hilari Sacalm községekkel határos. Lakosainak száma 13 657 fő (2024).

## Népesség
A település népessége az elmúlt években az alábbi módon változott:
| Lakosok száma | 940  | 5286 | 4854 | 4804 | 7566 | 10 036 | 11 739 | 12 601 | 13 143 | 13 657 |
|               | 1717 | 1887 | 1936 | 1960 | 1986 | 2004   | 2009   | 2014   | 2019   | 2024   |